# Johannsenomyia nigra
Johannsenomyia nigra är en tvåvingeart som beskrevs av Maurice Emile Marie Goetghebuer 1933. Johannsenomyia nigra ingår i släktet Johannsenomyia och familjen svidknott.
Artens utbredningsområde är Kongo. Inga underarter finns listade i Catalogue of Life.